# Impanation
L'impanation (en latin : impanatio, incarné dans le pain) représente pour les théologiens du Moyen Âge central l'opinion des luthériens selon que dans l'Eucharistie, Jésus-Christ est descendu réellement « dans le pain » et coexiste avec les espèces, en absence de la moindre transsubstantiation,. 
Cette doctrine, apparemment calquée sur l'Incarnation du Christ (Dieu s'est fait chair en la Personne de Jésus-Christ), est l'affirmation que « Dieu s'est fait pain » dans l'Eucharistie. Les attributs divins du Christ sont partagés par le pain eucharistique via son corps. Ce point de vue est similaire mais non identique à la théorie de la consubstantiation des Lollards. Elle est considérée comme une hérésie par l'Église catholique et est également rejetée par le luthéranisme classique. Rupert de Deutz (mort en 1129) et Jean de Paris (mort en 1306) auraient enseigné cette doctrine.